# Proszowa (obwód tarnopolski)
Proszowa (ukr. Прошова) – wieś na Ukrainie w rejonie tarnopolskim należącym do obwodu tarnopolskiego.
Znajduje się tu stacja kolejowa Proszowa, położona na linii Tarnopol – Biała Czortkowska.

## Urodzeni w Proszowej
- Jan Ziembicki – rotmistrz Wojska Polskiego, uczestnik I wojny światowej i wojny polsko-bolszewickiej[1].